# معروف باجمال
معروف باجمال (893 - 969 هـ) شيخ مربّي من أعلام البلاد الحضرمية. كان من المشايخ المشهورين بتربية المريدين وتخريج السّالكين وله جاه عظيم وقبول عند الخاص والعام. وكان عنده من أهل السلوك والاجتماع والتعاون من خواص المريدين الذين لا يخرجون عن أمره ونهيه نحو مئة مريد.

## نسبه
معروف بن عبد الله بن محمد بن عبد الله بن أحمد مؤذن بن عبد الله بن محمد بن أحمد بن إبراهيم باجمال الصدفي الكندي.

## مولده ونشأته
ولد بشبام ليلة الجمعة الحادي والعشرين من شهر رمضان سنة 893 هـ، ونشأ وتربى في حجر والده، وتعلم القرآن وحفظه في مدة يسيرة، ثم طلع إلى الشحر في حال صباه، والتقى هناك بالشيخ عبد الله بن عبد الرحمن بلحاج بافضل، وتكررت زياراته إلى الشحر، وكان من عاداته الخلوة في المساجد ليلا ونهارا صائما قائما طاويا متقشفا، ناشئا على الصيانة والديانة.

## شيوخه
أخذ العلم عن جملة من الشيوخ، منهم:
| - عمر بن عبد الله باجمال | - عبد الرحمن بن عمر باهرمز | - إبراهيم بن عبد الله باهرمز | - أحمد بن جبير باشراحيل |

## تلاميذه
تتلمذ له خلق كثير، وكان يجتمع عنده لسماع مذاكراته من العلماء والمشايخ والمريدين ما يزيد على الألف، منهم:
| - علي بن علي بايزيد - حسين بن عبد الله بافضل - أبو بكر بن سالم صاحب عينات - عمر بن محمد باذيب - أبو بكر بن محمد باذيب - محمد بن عمر باجمال - عبد الله بن محمد باحنين - سالم بن محمود الجازاني | - محمد بن عبد الرحمن باجمال - علي الهيني الصعدي - عمر بن محمد باجمال - محمد بن أحمد باشعيب - أحمد بن عبد الرحمن بامعدان - أحمد مصفر - حيدرة بن عمر - محمد باخليل - محمد قعيطي | - مبارك بن زياد - أحمد بن عمر بازياد - عثمان بن أحمد العمودي - أحمد باشويه العمودي - عمر بن عبد الرحمن بارجاء - سعد بن عبد الله بارجاء - عبد الرحمن بن أحمد باشعيب - محمد بن أحمد باجمال - محمد بن عبد الله بحرق | - محفوظ بن عمر باعباد - أبو بكر بن محمد بصعب - علي بن عمر الكثيري - محمد بن علي بن عمر الكثيري - فضل بن إبراهيم بافضل - حسين بن عبد الله بلحاج - ربيع بن عمر الشبوي - أحمد بن سهل اليتيم - فضل بن عمر الهجراني |

## تصدره للتدريس
وفي سنة 928 هـ أذن له شيخه إبراهيم بن عبد الله باهرمز بالتصدر والجلوس لدعوة الخلق إلى الله، وكان ذلك في مسجد الخوقة بشبام، وفقراؤه مجتمعون لراتبهم المعتاد في السابع عشر من رمضان، فأجاد وأجاد، وبنى معاقل الدين، وارتحل إليه العلماء والمشايخ، وقصده أكابر الرؤساء والحكماء. وكان يجمع مريديه وتلامذته في مسجد الخوقة إلى سنة 932 هـ، ثم أمره شيخه بعمارة مسجد المقدسي، وهو إذ ذاك خراب تجتمع فيه البهائم، وكان قد بُني قديما سنة 636 هـ وخرب ولم يبق له أثر، فعمّره الشيخ معروف عمارة تامة، وبنى عنده سقاية، وجلس يدعو إلى الله في هذا المسجد، ثم بنى فيه غرفة، ثم وسع تلك الغرفة وجعلها دارا كبيرة أقام بها مدة طويلة.

## رحيله عن مدينته
كان الشيخ معروف مقيما في مدينة شبام، وبها نشر دعوته، ولكن الأذى لحقه من الناس، فخرج من شبام ثلاث مرات. وكان خروجه الأول إلى السول وهي قرية بالكسر على نحو مرحلة من شبام، وذلك سنة 945 هـ. ثم خرج إلى قرية عندل بالكسر بنفس العام وعاد منها إلى شبام بعد سنة. ثم خرج ثالثا إلى قرية بضة بدوعن على نحو ثلاث مراحل من شبام، وهو مخرجه الأخير، وكان ذلك آخر شعبان سنة 958 هـ، ولقيه الشيخ عثمان بن أحمد العمودي، وواجهه بالقبول التام والترحيب والإكرام، وأسكنه ومن معه من الفقراء دارا وآخر لنسائه، كما كانوا عليه في بلدهم، وأجرى لهم معلوما كافيا.

## وفاته
وكانت وفاته عند طلوع شمس يوم السبت الخامس عشر من شهر صفر سنة 969 هـ في بضة، وعمره نحو ست وسبعون سنة، ودفن في مقبرة ظرفون، وبنيت عليه قبة.

### استشهادات
1. ↑  المقحفي، إبراهيم أحمد (2002). معجم البلدان والقبائل اليمنية. صنعاء، اليمن: دار الكلمة. ج. الأول. ص. 349.
2. ↑  بافقيه، محمد بن عمر الطيب (1999). تاريخ الشحر وأخبار القرن العاشر. صنعاء، اليمن: مكتبة الإرشاد. ص. 364. مؤرشف من الأصل في 2021-07-22.
3. ↑  ابن العماد، عبد الحي بن أحمد (1979). شذرات الذهب في أخبار من ذهب. بيروت، لبنان: دار المسيرة. ج. العاشر. ص. 520.
4. ↑  الشلي، محمد بن أبي بكر (2004). السناء الباهر بتكميل النور السافر. صنعاء، اليمن: مكتبة الإرشاد. ص. 456.
5. ↑  الكاف، عمر بن علوي (2002). خلاصة الخبر عن بعض أعيان القرنين العاشر والحادي عشر. دار المنهاج. ص. 444.
6. ↑  باكثير، عبد الله بن محمد (1985). رحلة الأشواق القوية إلى مواطن السادة العلوية (PDF). ص. 137. مؤرشف من الأصل (PDF) في 2020-01-27.
7. ↑  الشاطري، محمد بن أحمد (1994). أدوار التاريخ الحضرمي. المدينة المنورة، السعودية: دار المهاجر. ج. الثاني. ص. 240.
8. ↑  السقاف، عبد الله بن محمد (1934). تاريخ الشعراء الحضرميين. القاهرة، مصر: مطبعة حجازي. ج. الأول. ص. 147.
9. ↑  العيدروس، عبد القادر بن شيخ (2001). النور السافر عن أخبار القرن العاشر. بيروت، لبنان: دار صادر. ص. 370.